# Oswaldo Ramos Soto
José Oswaldo Ramos Soto (La Ceiba, 25 de febrero de 1949-Tegucigalpa, 30 de agosto de 2024) fue un abogado, diputado y catedrático hondureño. Fue rector de la Universidad Autónoma de Honduras, presidente de la Corte Suprema de Justicia y diputado del  Congreso Nacional de 2006 a 2022.

## Biografía
Oswaldo Ramos Soto nació el 25 de febrero de 1947 en el hospital Vicente D’antoni de la ciudad de La Ceiba. 

### Estudios
Recibió los estudios primarios en un ir y venir de centros educativos: estuvo primer y segundo año en la escuela Bohemia o "Carmen", continuó el tercer año en la escuela Isletas de los campos bananeros de la Standard Fruit Company y después en La Ceiba en la escuela mixta Minerva, que dirigía la maestra Rafaela Huete de Rodríguez; su quinto y sexto año los concluyó en la escuela Planes y la escuela Isletas respectivamente, ambas en las fincas de la Standard Fruit Company. Los estudios secundarios los realizó en el Instituto departamental Manuel Bonilla en la ciudad de La Ceiba.
En 1965 viajó a la capital, Tegucigalpa, para estudiar la carrera de derecho en la Universidad Nacional Autónoma de Honduras (UNAH), que concluyó en 1971. Ramos Soto vivió en la casa de un primo de su madre, el abogado José Santiago Ramírez Soto “Cheche”, quien era presidente del Distrito Central —lo que hoy es alcalde de Tegucigalpa. Durante su paso por la UNAH fue secretario de la Comisión de Deportes de la Universidad por dos años (69-70), miembro de la selección de fútbol de la Facultad de Derecho (70), líder del Frente Unido Universitario Democrático (FUUD) de la UNAH, representante de la Asociación de Estudiantes de Derecho en el Claustro Pleno de la Universidad (68), miembro de la Junta Directiva de la Facultad de Derecho (69-70) y presidente de la Asociación Nacional de Periodistas Deportivos de Honduras (68-69). También desde su quinto año se desempeñó como instructor de cátedra.

### Trayectoria profesional
Un año después de egresado, se instaló en Honduras el gobierno nacionalista de Ramón Ernesto Cruz (exprofesor de Soto en Teoría General del Estado e Historia del Derecho), siendo nombrado como secretario de la Presidencia Guillermo López Rodezno, quien era también profesor de notariado de Ramos Soto, y como Soto había sido su alumno de excelencia, lo llamó para ser el secretario de Audiencias en Casa Presidencial.
De 1973 a 1975 Soto fue profesor investigador del Instituto de Investigaciones Jurídicas y Sociales de la Facultad de Derecho de la UNAH, catedrático instructor de la asignatura Introducción al Estudio del Derecho y catedrático por hora de Teoría General del Estado. También estuvo en la Comisión de Derecho Constitucional del Colegio de Abogados de Honduras (73-74). Fue candidato a rector de la UNAH en las elecciones donde Jorge Arturo Reina obtuvo 90 votos a favor y él 75. Reina fue el 38.º rector de la universidad entre 1973 y 1979; y Ramos Soto decano de la Facultad de Ciencias Jurídicas por dos periodos entre 1975 y 1981, y catedrático de Introducción al Estudio del Derecho y de Derecho Constitucional (75-77). También fue presidente del Colegio de Abogados (1979) y presidente del Claustro de Profesores de la Facultad de Derecho de la UNAH (1982).
Soto alcanzó la rectoría de la UNAH, siendo nombrado el 4 de julio de 1982, y fue reelecto para ocupar un segundo periodo hasta 1988. El vicerrector fue Ángel Andrés Casco y el secretario general fue Óscar Alvarenga. De 1981 a 1987 fue coordinador general del FUUD.
Fue magistrado presidente de la Corte Suprema de Justicia de Honduras de 1990 a 1992. Fue destituido de este cargo por el Congreso Nacional, según relata, por negarse a quebrantar la independencia de poderes nombrando empleados impuestos por otros.

### Carrera política
El padre de Soto era liberal y su mamá nacionalista. Soto optó por afiliarse al Partido Nacional por considerarlo «más serio, estricto y menos demagógico». Participó en la campaña para las elecciones intermedias —elecciones municipales de 1968— del gobierno de Oswaldo López Arellano.
Fue candidato presidencial por el Movimiento Oswaldista para las elecciones de 1989; candidatura que depuso para apoyar a Rafael Leonardo Callejas y su Movimiento Callejista, quien ganó los comicios.
En la Convención Nacional nacionalista de principios de 1993, fue elegido como candidato oficial del Partido Nacional para las elecciones generales de ese año. Su campaña política fue dirigida por activistas del Movimiento Callejista, del ahora gobernante Rafael Leonardo Callejas. El emblema de su candidatura presidencial era una locomotora azul con una estrella blanca en el costado y su lema «Súmate tú también al paso arrollador de la locomotora azul». Ramos Soto, presentó antes de las elecciones el Plan de gobierno 1994-1998: Desarrollo humano: crecimiento con distribución. Su campaña se enfocó en la juventud, a quien Soto consideró la «mayor riqueza de la nación», prometiendo una mayor participación de esta en los procesos democráticos. También prometió impulsar la educación de cara al nuevo siglo, brindar asistencia a las adolescentes embarazadas y promover las actividades recreativas. Las encuestas ya daban por vencedor al abogado; pero el revés recibido en los comicios se inclinó a favor del candidato del Partido Liberal, el doctor Carlos Roberto Reina. Las elecciones se realizaron con normalidad. Soto declaró tiempo después que algunos miembros cercanos al presidente conspiraron contra sus aspiraciones.
En las elecciones de 2001 Ramos Soto salió como diputado representante del departamento de Francisco Morazán ante el Congreso Nacional; siendo reelecto como diputado en las elecciones de 2005, 2009, 2013 y 2017. Participó por la reelección en las elecciones generales de 2021, pero no fue escogido. El 19 de enero de 2022 el Congreso Nacional, con el voto de 71 diputados, nombró "diputado vitalicio" a Soto y a otros dos diputados de amplia trayectoria en el Congreso, lo cual le concedió facultad para opinar sobre los temas tratados en ese órgano, sin voto ni goce de sueldo.

### Fallecimiento
Oswaldo Ramos Soto falleció el 30 de agosto de 2024, después que el 6 de agosto fuera ingresado a Cuidados Intensivos debido a una complicación cerebrovascular.

## Reconocimientos
En el Alma Mater
- Diploma de Honor al Mérito de la Asociación de Estudiantes de Derecho por 5 años (de 1966 a 1970).
- Mención Honoríficas en la Memoria de la UNAH (66, 67 y 68).
- Diploma de Honor y la medalla de oro (1969 y 1970) del Colegio de Abogados por tener las más altas calificaciones en su carrera.

Como rector
- Hombre del Año por parte de diario El Heraldo y Personalidad Universitaria por diario Tiempo. 1982.
- Medalla de oro por parte del Frente Unido Universitario Democrático (84, 85 y 87).

Como diputado
- Gran Cruz Placa de Oro por parte del Congreso Nacional (2018).[12]

Como militante del Partido Nacional
- Reconocimiento a su trayectoria (2019).[13]

## Familia y vida privada
Oswaldo Ramos Soto fue hijo del matrimonio entre José Agustín Ramos Montoya y Alba Luz Soto Andino. Se casó con la licenciada Jenny Aguilar, con quien procreó a Juanira, Jenny, Oswaldo José, Marissa Ramos Aguilar. 
Siendo joven, su padre fue telegrafista en la costa norte hondureña y se graduó de bachiller en el Instituto San Miguel de Tegucigalpa en 1934. Tuvo que regresar a la costa norte ya que no había facilidad económica para continuar estudiando y empezó a trabajar en los campos bananeros de la Standar Fruit Company, en el distrito de Coyoles, como irrigador de veneno para combatir el mal de Panamá y la Sigatoka Negra. Ahí fue compañero con Ramón Amaya Amador y Sergio Castro.
En 2013 fue operado en Estados Unidos, cuando su hijo Oswaldo José Ramos le donó un riñón.